# Diana Knekna
Diana Knekna (griechisch Ντιάνα Κνέκνα; * 11. Juli 1971, geborene Diana Filipova, bulgarisch Диана Филипова) ist eine zypriotische Badmintonspielerin bulgarischer Herkunft.

## Karriere
Diana Filipova nahm 1992 im Damendoppel an Olympia teil. Sie verlor dabei mit Diana Koleva gleich in Runde eins und wurde somit 17. in der Endabrechnung. In ihrer Heimat Bulgarien gewann sie 1987 ihren ersten nationalen Titel. Vier weitere folgten bis 1992. International war sie bei den Cyprus International, Malta International und Romanian International erfolgreich. Nach ihrem Wechsel nach Zypern gewann sie als Diana Knekna dort insgesamt 20 nationale Titel. 1989 und 1991 nahm sie an den Badminton-Weltmeisterschaften teil.

## Sportliche Erfolge
| Saison | Veranstaltung                                 | Disziplin   | Platz | Name                                 |
| ------ | --------------------------------------------- | ----------- | ----- | ------------------------------------ |
| 1987   | Bulgarien: Einzelmeisterschaften              | Damendoppel | 1     | Diana Koleva / Diana Filipova        |
| 1988   | Bulgarien: Einzelmeisterschaften der Junioren | Dameneinzel | 1     | Diana Filipova                       |
| 1988   | Bulgarien: Einzelmeisterschaften der Junioren | Damendoppel | 1     | Diana Filipova / Emilia Dimitrova    |
| 1989   | Weltmeisterschaft                             | Damendoppel | 33    | Diana Filipova / Aneta Stambolijska  |
| 1989   | Bulgarien: Einzelmeisterschaften der Junioren | Mixed       | 1     | Ignat Ignatov / Diana Filipova       |
| 1989   | Bulgarien: Einzelmeisterschaften der Junioren | Dameneinzel | 1     | Diana Filipova                       |
| 1989   | Bulgarien: Einzelmeisterschaften              | Mixed       | 1     | Jeliazko Valkov / Diana Filipova     |
| 1990   | Cyprus International                          | Damendoppel | 1     | Diana Filipova / Aneta Stambolijska  |
| 1990   | Cyprus International                          | Dameneinzel | 1     | Diana Filipova                       |
| 1990   | Cyprus International                          | Mixed       | 1     | Iwan Iwanow / Diana Filipova         |
| 1990   | Bulgarien: Einzelmeisterschaften              | Mixed       | 1     | Anatoliy Skripko / Diana Filipova    |
| 1991   | Romanian International                        | Mixed       | 1     | Jeliazko Valkov / Diana Filipova     |
| 1992   | Malta International                           | Damendoppel | 1     | Diana Koleva / Diana Filipova        |
| 1992   | Bulgarien: Einzelmeisterschaften              | Mixed       | 1     | Slantchezar Tzankov / Diana Filipova |
| 1992   | Bulgarien: Einzelmeisterschaften              | Damendoppel | 1     | Diana Koleva / Diana Filipova        |
| 1993   | Cyprus International                          | Mixed       | 1     | Nicolas Pissis / Diana Knekna        |
| 1993   | Zypern: Einzelmeisterschaften                 | Dameneinzel | 1     | Diana Knekna                         |
| 1993   | Zypern: Einzelmeisterschaften                 | Damendoppel | 1     | Diana Knekna / Demetra Ioannou       |
| 1993   | Cyprus International                          | Dameneinzel | 1     | Diana Knekna                         |
| 1994   | Zypern: Einzelmeisterschaften                 | Dameneinzel | 1     | Diana Knekna                         |
| 1994   | Zypern: Einzelmeisterschaften                 | Mixed       | 1     | Nicolas Pissis / Diana Knekna        |
| 1994   | Zypern: Einzelmeisterschaften                 | Damendoppel | 1     | Diana Knekna / Demetra Ioannou       |
| 1996   | Cyprus International                          | Dameneinzel | 1     | Diana Knekna                         |
| 1996   | Zypern: Einzelmeisterschaften                 | Dameneinzel | 1     | Diana Knekna                         |
| 1996   | Zypern: Einzelmeisterschaften                 | Mixed       | 1     | Evandros Votsis / Diana Knekna       |
| 1996   | Cyprus International                          | Damendoppel | 1     | Diana Knekna / Elena Iasonos         |
| 1996   | Zypern: Einzelmeisterschaften                 | Damendoppel | 1     | Diana Knekna / Demetra Ioannou       |
| 1998   | Cyprus International                          | Dameneinzel | 1     | Diana Knekna                         |
| 1998   | Zypern: Einzelmeisterschaften                 | Dameneinzel | 1     | Diana Knekna                         |
| 1998   | Zypern: Einzelmeisterschaften                 | Damendoppel | 1     | Diana Knekna / Evi Kyprianou         |
| 1998   | Zypern: Einzelmeisterschaften                 | Mixed       | 1     | Evandros Votsis / Diana Knekna       |
| 1999   | Zypern: Einzelmeisterschaften                 | Dameneinzel | 1     | Diana Knekna                         |
| 1999   | Zypern: Einzelmeisterschaften                 | Damendoppel | 1     | Diana Knekna / Maria Ioannou         |
| 2000   | Zypern: Einzelmeisterschaften                 | Mixed       | 1     | Nicolas Pissis / Diana Knekna        |
| 2000   | Zypern: Einzelmeisterschaften                 | Damendoppel | 1     | Diana Knekna / Maria Ioannou         |
| 2001   | Zypern: Einzelmeisterschaften                 | Damendoppel | 1     | Diana Knekna / Maria Ioannou         |
| 2001   | Cyprus International                          | Damendoppel | 1     | Diana Knekna / Maria Ioannou         |
| 2002   | Zypern: Einzelmeisterschaften                 | Damendoppel | 1     | Diana Knekna / Maria Ioannou         |
| 2002   | Zypern: Einzelmeisterschaften                 | Dameneinzel | 1     | Diana Knekna                         |
| 2002   | Zypern: Einzelmeisterschaften                 | Mixed       | 1     | Nicolas Pissis / Diana Knekna        |
| 2002   | Cyprus International                          | Damendoppel | 1     | Diana Knekna / Maria Ioannou         |
| 2003   | Zypern: Einzelmeisterschaften                 | Damendoppel | 1     | Diana Knekna / Maria Ioannou         |